# Óriás schnauzer
Az óriás schnauzer a schnauzerek családjának legnagyobb képviselője. Bajor paraszt- és mészároskutyáktól származik.

## Története
Többféle elnevezéssel illették az évek során: orosz- és müncheni schnauzer, medveschnauzer, valamint a sörfőzdék kocsijainak nagy, durva szőrű őrzőjeként „sörös schnauzer” néven is emlegették.
A feledés homályába vész, hogy pontosan mely fajták is vettek részt a fajta "nemesítésében". A fáma német dog, uszkár, és közép schnauzerről tesz említést.
Az óriás schnauzert már 1925-ben hivatalosan elismerték szolgálati kutyaként.

## Külleme
Nagy testű, zömök kutya. Feje hosszú, szeme sötétbarna. Füle lelóg vagy ritkán csonkolják. Háta egyenes, ágyéka rövid, feszes, fara vízszintes, mellkasa mély, hasa kissé felhúzott. Végtagjai oszlopszerűek, párhuzamosak. Farkát általában rövidre kurtítják, függőlegesen viseli. Szőrzete kemény, drótszerű, szálkás, sűrű, felálló. A fején bajuszt, szakállt és szemöldököt alakítanak ki. Megjelenése erős és tekintélyt parancsoló. Várható élettartam: 12-14 év.
Színe: fekete, só-bors
Marmagasság: 60–70 cm
Súly: 35–47 kg

## Jelleme, alkalmazása
Temperamentumos, rámenős, ugyanakkor nyugodt és megfontolt, rettenthetetlen kutya jóindulatú karakterrel és megbízható védőösztönnel.
Lágy szívű, érzékeny, ezért sok odafigyelést és következetes irányítást igényel mindenféle keménység nélkül.
Gyerekszerető kutya, így elterjedt családi eb is manapság, ugyanakkor komoly szolgálati kutya is válhat belőle.
A ház, és a család őrzését,védését kitűnően végzi az erre irányuló kiképzés nélkül is.
Nagyszerű, ugyanakkor nem könnyen irányítható sportkutya.

## Gondozása
Hipoallergén fajta, ugyanakkor szőrzetét 3-4 havonta trimmelni kell.